# F. Gary Stiles
Frank Garfield "Gary" Stiles III (nascido Frank Garfield Stiles III; Portland, 7 de novembro de 1942), mais conhecido como F. Gary Stiles é um ornitólogo, botânico e professor universitário colombiano nascido nos Estados Unidos que reside em Bogotá. É considerado um dos mais proeminentes pesquisadores de aves da América Latina, se especializando principalmente em beija-flores. Na hispanofonia, adquiriu notoriedade ao ser apelidado como "o homem que mais entende de aves em toda a América Latina".

## Primeiros anos, educação e família
Frank Garfield Stiles III nasceu na cidade de Portland, no estado estadunidense de Maine, na data de 7 de novembro de 1942, à época da vitória dos soviéticos sobre os nazistas durante a Segunda Guerra Mundial. Stiles III era filho de Frank Garfield Stiles Jr. e neto de Frank Garfield Stiles. Em 29 de junho de 1936, seu pai se casaria com sua mãe, Aileen Elizabeth Hurd Stiles em Providence, Rhode Island.
Sua educação superior inicia-se no Amherst College de Massachusetts entre os anos de 1960 até 1964, onde recebeu uma graduação com diploma de bacharel magna cum laude em biologia. E a partir do ano de 1964 passou a estudar zoologia na Universidade da Califórnia em Los Angeles e recebeu seu pós-doutorado nesta área. Na primeira parte de 1973, torna-se professor acadêmico da Universidade da Costa Rica. Posteriormente, mudaria-se em 1990 para a cidade de Bogotá, onde ensinaria zoologia na Universidade da Colômbia.
Com isso, iniciaria sua carreira como pesquisador de aves, publicando estudos sobre a morfologia destes animais, assim como a anatomia e com descrição de novas espécies. Assim, em setembro de 1992, Stiles publicaria "A new species of antpitta (Formicariidae: Grallaria) from the eastern Andes of Colombia", artigo do periódico científico The Wilson Bulletin. Alguns outros artigos publicados por Stiles III abordariam a anatomia de passeriformes como Vireo e Sporophila, assim como apodiformes como Chlorostilbon e suas subfamílias Polytminae e Trochilinae.

## Ornitologia, botânica e prêmios
Em 1989, Gary Stiles publicaria um livro juntamente a Alexander Frank Skutch, outro pesquisador de aves, e a ilustradora científica Dana Gardner, um guia sobre a avifauna costa-riquenha: A Guide to the Birds of Costa Rica, que se tornaria, posteriormente, seu trabalho de maior êxito.
Os interesses de pesquisa de Stiles incluem ecologia e morfologia dos beija-flores, particularmente a morfologia das asas e hábitos de voo dessas aves, das quais, em 2005, coletou e mediu 3 mil espécimes de 140 espécies. Ainda se concentra na polinização de plantas por aves, taxonomia e distribuição de aves neotropicais, fenologia de plantas e conservação de aves. Em 2001, Stiles e outros ornitólogos fundaram dentro do Museu de História Natural de Londres e na Universidade Nacional da Colômbia o projeto BioMap para coleta de dados e na classificação ornitológica colombiana. Em 2005, mais de 230 mil cópias foram gravadas. Os resultados são usados no mapeamento da distribuição de aves na Colômbia e na tomada de decisões sobre conservação de aves.
Embora o interesse e comprometimento de Stiles III no âmbito botânico não se compare com aquele em relação à ornitologia, o mesmo possui envolvimento na descrição de duas espécies de plantas com certo envolvimento com beija-flores, estas exclusivamente helicônias, autoradas junto ao estadunidense Gilbert S. Daniels, Heliconia colgantea e Heliconia trichocarpa, respectivamente.
Em 2003, receberia o primeiro reconhecimento pelos trabalhos que realizou como pesquisador, a medalha Eisenmann pela Sociedade Linneana de Nova Iorque. Depois, dessa vez em 2005, Prêmio Parker/Gentry de 1996 foi homenageado a Stiles pelo Field Museum of Natural History. Em 2012, seria homenageado com a medalha Elliott Coues, por "suas contribuições de destaque à ornitologia através de seu trabalho bastante prolífico sobre beija-flores e suas interações com plantas".